# Pyrofyt

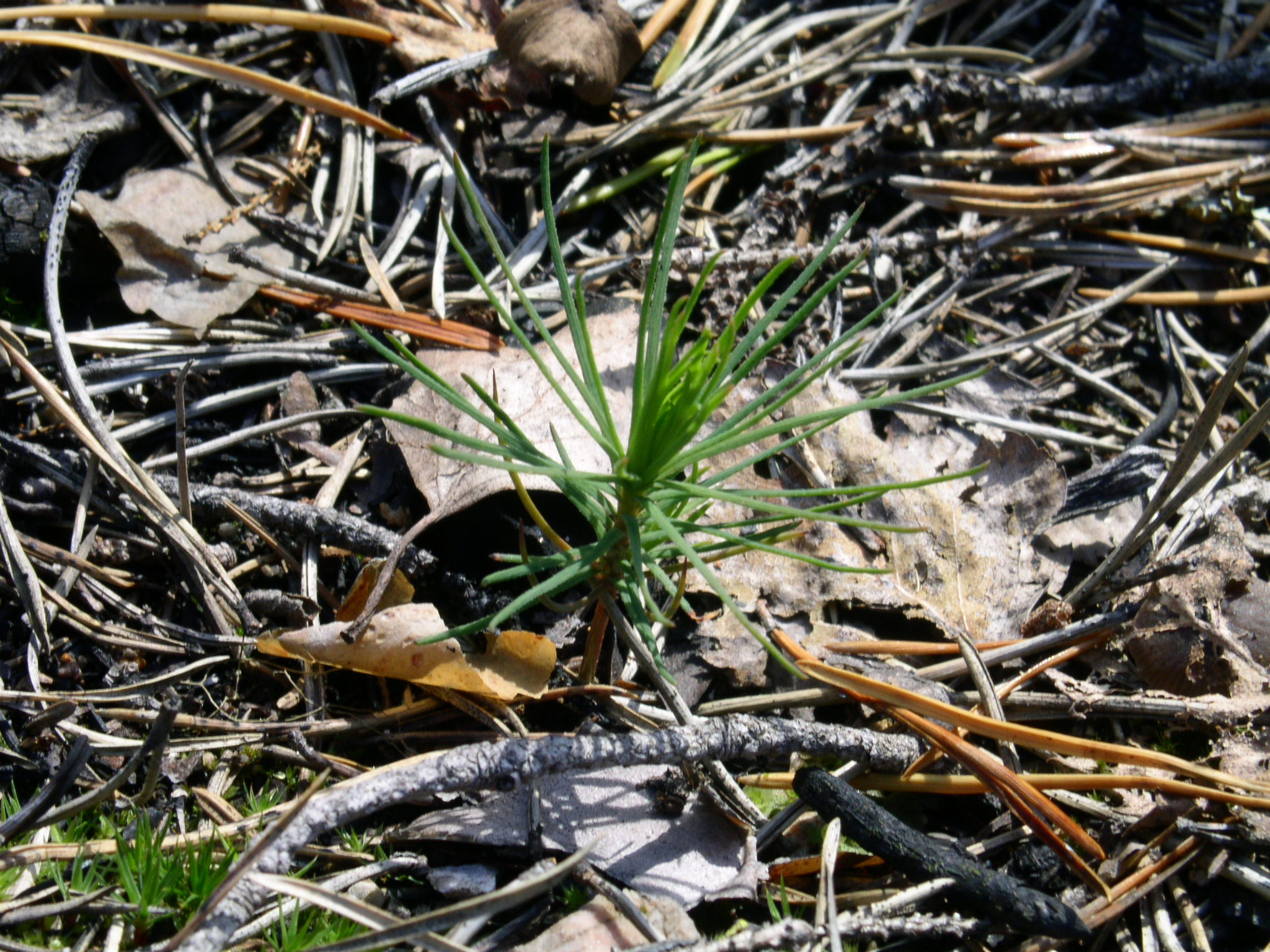
Jonge scheuten van een grove den (Pinus sylvestris) op verbrande grond.

Pyrofyten zijn planten die relatief goed bestand zijn tegen brand en zo succesvol kunnen concurreren met andere planten. Er wordt onderscheid gemaakt tussen passieve en actieve pyrofyten. 

## Passieve pyrofyten
Passieve pyrofyten hebben een of meer voorzieningen om goed bestand te zijn tegen branden. Van sommige planten zijn de bovengrondse plantendelen voorzien van een dikke bast of vochtige plantvezels. Voorbeelden zijn de kurkeik (Quercus suber), de witte affodil (Asphodelus albus), diverse heidesoorten (Ericaceae) en coniferen als de grove den (Pinus sylvestris) en de mammoetboom (Sequoiadendron giganteum). Sommige dennen hebben kegelvruchten die na een brand openbarsten, zodat de zaden kunnen ontspruiten in een omgeving met weinig concurrentie. Voorbeelden zijn de aleppoden (Pinus halepensis), de zwarte den (Pinus nigra) en de draaiden (Pinus contorta).
Andere passieve pyrofyten hebben een diep liggende of taaie wortelstructuur, zoals veel grassoorten (Gramineae). Hierdoor zijn deze planten in staat om na een brand snel opnieuw te ontspruiten.

## Actieve pyrofyten
Actieve pyrofyten zijn vuurbestendige planten die branden verder aan kunnen wakkeren of verspreiden. Sommige bomen en struiken produceren tijdens een brand licht ontvlambare oliën, zoals bijvoorbeeld sommige Eucalyptussoorten. Japans bloedgras (Imperata cylindrica) is een licht ontvlambare grassoort in Papoea-Nieuw-Guinea die regelmatig branden veroorzaakt.